# 昂特尔维涅
昂特尔维涅（法語：Entre-Vignes，法語發音：[ɑ̃tʁ viɲ]）是法国埃罗省的一个市镇，属于蒙彼利埃区。该市镇于2019年1月1日由原市镇圣克里斯托尔和韦拉尔格合并而成，行政中心位于圣克里斯托尔。

## 地理
昂特尔维涅（43°43'43"N, 4°4'50"E）面积16.8 平方千米，位于法国奧克西塔尼大區埃罗省，该省份为法国南部沿海省份，南濒地中海，西南接奥德省，西北接塔恩省和阿韦龙省，东北与加尔省接壤。
与昂特尔维涅接壤的市镇（或旧市镇、城区）包括：雷斯坦克利耶尔、圣热涅斯德穆尔格、吕内勒维耶勒、萨蒂拉尔格、圣塞列斯、布瓦斯龙。
昂特尔维涅的时区为UTC+01:00、UTC+02:00（夏令时）。

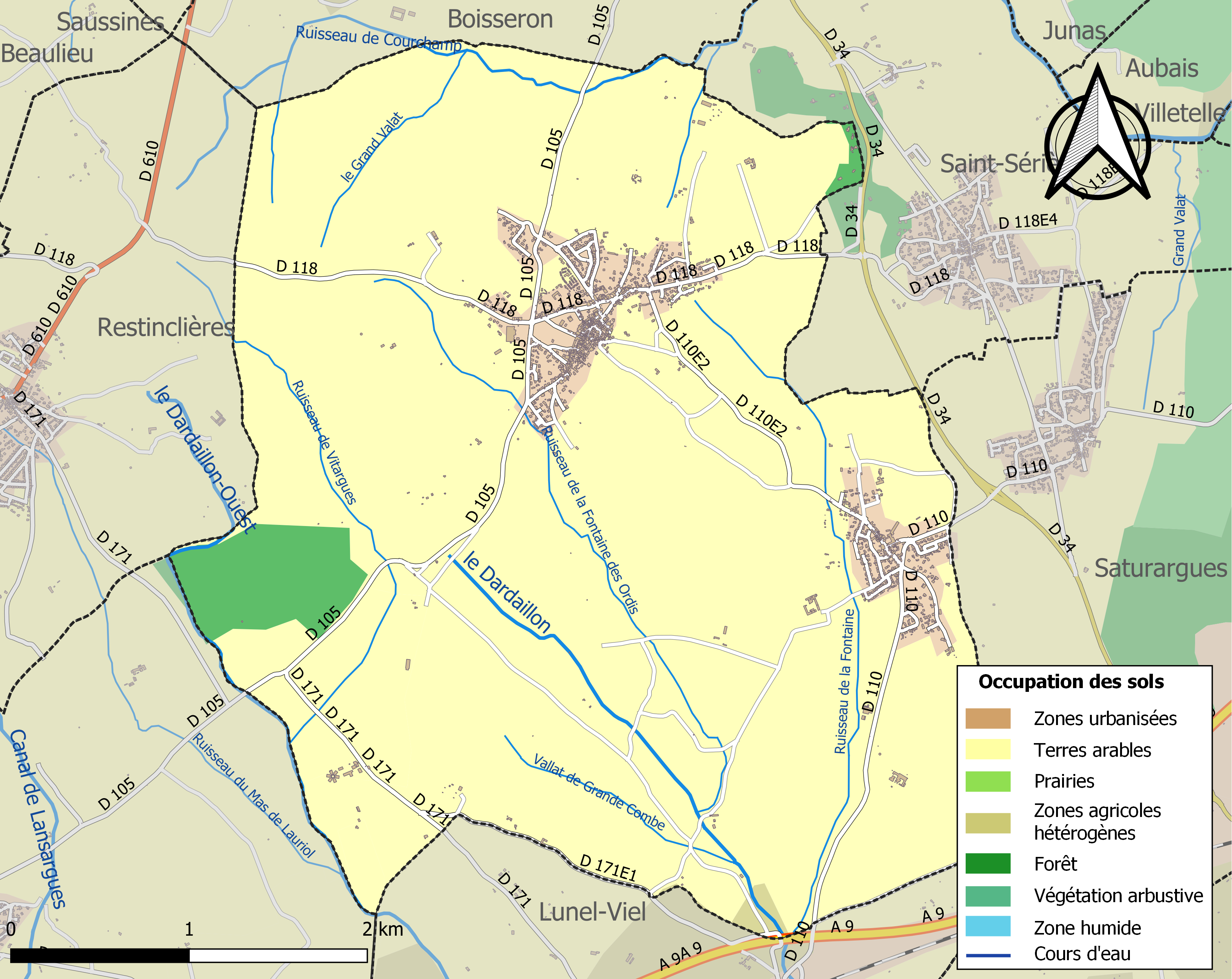
昂特尔维涅的OSM定位图

## 行政
昂特尔维涅的邮政编码为34400，INSEE市镇编码为34246。

## 政治
昂特尔维涅所属的省级选区为吕内勒县。

## 人口
昂特尔维涅于2022年1月1日时的人口数量为2186人。